# Агабальянц, Георгий Герасимович
Георгий Герасимович Агабальянц (5 октября 1904, Кизляр — 20 марта 1967, Москва) — советский учёный в области технологии и химии вина, лауреат Ленинской премии.

## Биография
Окончил Донской институт сельского хозяйства и мелиорации (1926) и его аспирантуру (1930).
С 1930 г. заведующий Донской энохимической лабораторией, которая реорганизовывалась в Донской пункт по виноградарству и виноделию (1931), в Донской филиал центральной опытной станции (1935) и во Всероссийский НИИ виноградарства и виноделия (1936).
Одновременно с 1933 по 1935 г. зав. кафедрой химии и технологии плодов и винограда Дагестанского плодо-виноградного института.
В 1937—1961 зав. кафедрой технологии виноделия Краснодарского института пищевой промышленности. В 1939—1948 зам. директора по научной и учебной работе.
1940 г. выдвигает теорию Метода шампанизации вина в непрерывном потоке. В 1943-45гг. её экспериментально доказывает Е. И. Козленко (Лаборатория Краснодарского института пищевой промышленности).
Одновременно с 1939 по 1943 г. заместитель главного шампаниста, с 1943 по 1949 г. главный шампанист винсовхоза Абрау-Дюрсо, в 1948—1952 зав. отделом технологии Института виноделия и виноградарства АН Армянской ССР.
С 1961 года работал в Москве — зав. кафедрой технологии виноделия Всесоюзного заочного института пищевой промышленности.
Доктор сельскохозяйственных наук (1937), профессор (1938).
Автор (совместно с С. А. Брусиловским и А. А. Мержанианом) принципиально нового способа производства шампанского в непрерывном потоке с автоматизацией технологических процессов.

## Книги
- Химия вина. — М., 1951 (в соавторстве с А. М. Фроловым-Багреевым).
- Химико-технологический контроль производства Советского шампанского. — М., 1954.
- Химико-технологический контроль виноделия. — М., 1969 (соавт.).

## Награды
- Лауреат Ленинской премии (1961)
- Заслуженный деятель науки и техники РСФСР (1964)
- Два ордена Трудового Красного Знамени
- Орден «Знак Почёта».

Похоронен на Армянском Ваганьковском кладбище.